# Берберы
Бербе́ры (от греч. βάρβαροι, лат. barbari; самоназвание — ⴰⵎⴰⵣⵉⵖ ⵎⵣⵗ, амазиг, амахаг — «свободный мужчина», «благородный человек»; кабильск. ⵉⵎⴰⵣⵉⵖⵏ Imaziɣen) — общее название принявших ислам в VII веке коренных жителей Северной Африки от западных границ Египта (оазис Сива) на востоке до Атлантического океана на западе и от реки Нигер на юге до Средиземного моря на севере.

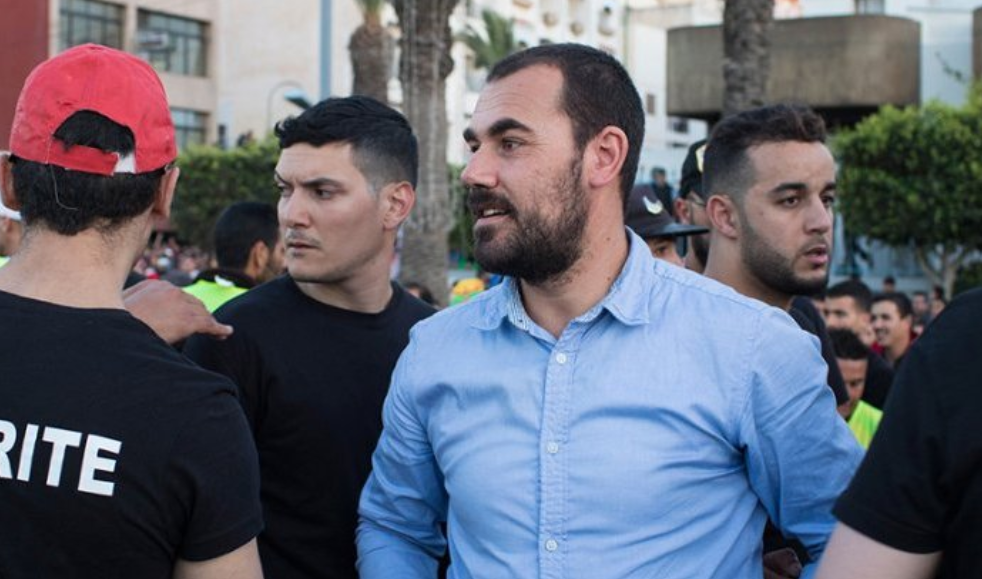
Демонстрация берберов в марокканском городе, в центре политический активист Нассер Зефзафи, 2017 год.

Говорят на берберо-ливийских языках афразийской макросемьи. Большинство верующих — мусульмане-сунниты.

## Язык и численность

Флаг берберов

Со времён мусульманского завоевания жители Магриба подверглись значительному влиянию арабской культуры. Многие из них, так или иначе, владеют местной разновидностью арабского языка; некоторые владеют также французским и испанским языками, распространившимися на севере Африки в колониальный период (XIX—XX века). Значительная диаспора берберов имеется во Франции, из неё происходит ряд известных личностей. Берберы не являются этнически и лингвистически полностью однородной группой, проживают чересполосно с арабами. В настоящее время численность берберов оценивается от 20 до 40 млн человек. По другим данным, в Северной Африке около 100 миллионов берберов, но только около 25–30 миллионов из них всё ещё говорят на берберском языке. Считается, что большинство населения Северной Африки к западу от Египта имеют берберское этническое происхождение, хотя из-за арабизации и исламизации некоторые этнические берберы идентифицируют себя как «арабизированные берберы».
Берберы представлены различными этническими группами и составляют около 25—30 % алжирцев, 50 % марокканцев. Согласно данным Всемирного Конгресса Амазигов (ВКА), около 50 % от численности всего берберского населения входят в состав марокканского общества, 30 % живут в Алжире, а остальные 20 % этой этнической общности проживают в Тунисе, Ливии, Египте и Мали. В Ливии (200 тыс.), Мали (450 тыс.), Нигере (700 тыс.), Тунисе (30 тыс.) и Мавритании (250 тыс.). Во Франции, Испании, Канаде, Бельгии, Нидерландах, Германии, Италии и других странах Европы проживают крупные берберские общины иммигрантов. В настоящее время примерно 1,2 млн берберов насчитывается только во Франции. Большинство из них имеет французское гражданство. Берберы — второй по численности после курдов этнос, не имеющий своих национально-автономных образований.
Название «берберы», данное европейцами по аналогии с варварами из-за непонятности их языка, зафиксировано в Перипле Эритрейского моря I века, не употребляется самими берберскими народностями, то есть является экзонимом.
С начала XX века берберские языки используют письменности на основе латиницы (с некоторыми дополнительными знаками) и арабицы.

## Народности
Среди многочисленных берберских народов можно выделить основные:
1. Амацирги — народ в Марокко, проживает в нагорье Эр-Риф на крайней северо-западной береговой полосе Марокко (из-за этого славившееся своими морскими разбоями население в своё время было известно под названием рифских пиратов) и самую северную часть Атласа до провинции Телла. Численность в начале XX века — около 2-2,5 млн. чел.
2. Шильхи — народ в Марокко, занимает часть большой равнины вдоль Ум-эр-Ребиа и Тензифт, часть южного Атласа вплоть до побережья Атлантического океана.
3. Кабилы — народ в Алжире. Численность в начале XX века — около 960 тысяч чел.
4. Шауйя — народ в Алжире.
5. Берберы Сахары, населяющие оазисы, разделены огромными пространствами. Наиболее известные из них: туареги, бени-мезаб, сокну, аудшилу, сива.

Спорным остаётся вопрос о принадлежности к берберам гуанчей, частично истреблённого, а частично ассимилированного испанцами коренного населения Канарских островов.

## История

### Берберы до арабских завоеваний

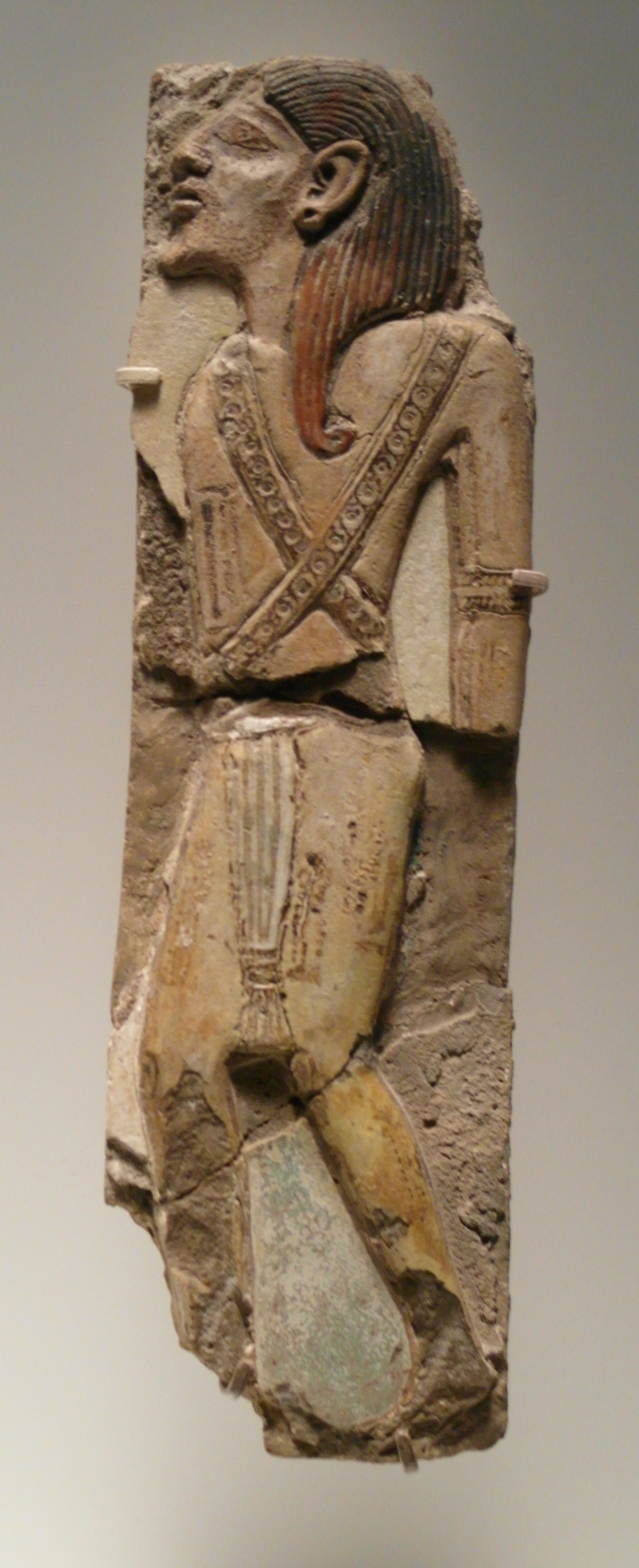
Пленённый ливийский вождь, фаянсовая пластина с трона фараона Рамзеса III (ок. 1184–1153 до н. э.)

Берберы являются одним из самых древних народов, проживающих в Северной Африке, и имеют богатейшую историю. Предки берберов, ливийцы, жившие к западу от Египта, упоминаются в древнеегипетских надписях. По некоторым предположениям, берберы имеют европейское происхождение. По результатам лингвистических и иных исследований, имеются предположения, что они являются потомками галлов или имеют отношение к первым поселенцам в Северной Африке. Согласно другому предположению, берберы имеют единые корни с народами, населявшими Иберийский полуостров, и у них была общая история задолго до попадания в зависимость от Рима. Есть мнение, что цивилизация древних берберов дала толчок развитию Древнего Египта.

### Эпоха арабских завоеваний, берберские династии
В VII—VIII вв. территории современных Алжира, Туниса, Марокко и Ливии были включены в состав централизованного арабо-мусульманского государства. В XI—XII вв. в западные районы Магриба вторглись берберские кочевники Альморавиды и Альмохады. Их правление привело к так называемой бедуинизации и депопуляции Северной Африки, упадку её земледельческой и городской культуры, и соответственно, вытеснению традиционной берберской культуры в горы и пустыни. В прошлом берберы имели несколько своих государств, почти полностью совпадающие в своих границах с современными Марокко, Алжиром и Тунисом. Так, в XIII в. на обломках державы Альмохадов возникли государства Хафсидов — в Тунисе, Зайанидов — в Западном Алжире и Маринидов — в Марокко.
Арабские завоевания в Магрибе, не сильно изменив расовую картину, в значительной степени, однако, повлияли на культуру аборигенного населения. Многие берберы утратили свою этническую идентичность и свой родной язык по мере интеграции в арабское общество (арабизации), однако сохранив культурные отличия в виде традиций и обычаев, сильно отличающихся от культуры арабов-магрибинцев. Самобытность берберов проявляется в особенностях традиционной одежды, народных танцев и песен, фольклоре и ремеслах. Сохранившаяся среди туарегов и имеющая отчетливо выраженные геометрические формы графика языка (тифинаг) существовала уже 4 тыс. лет назад. В последнее время усилиями берберских культурно-просветительных организаций она возвращается в обиход и подкрепляет разговорные диалекты.
Некоторые берберы достигали высокого положения при арабах. Так, арабский полководец Тарик ибн Зияд (670—720), завоевавший королевство вестготов, был берберского происхождения.
Подавляющее большинство правивших в Северной Африке династий имело берберские корни. Берберы стали основателями империи Альморавидов, одного из самых могущественных мусульманских государств, основанной в середине XI века берберами — последователями Абдуллы ибн Ясина на территории нынешних Марокко, Алжира, Испании и Португалии. Альморавиды преследовали любое инакомыслие, они уничтожили земледельческую цивилизацию раннего средневековья, после чего начался длительный период упадка Северной Африки.
С 1515 по 1830 гг. пришелся период господства турок на территориях современных Алжира и Туниса. Примерно этот же период ознаменовался расцветом пиратства. Действуя из множества портов Магриба (Варварский берег), включая такие крупные как Тунис, Триполи, Алжир и Сале, они держали в страхе всё западное Средиземноморье.

### Колониальный период

Флаг берберского города Brischan (позже вошедшего в состав Варварийского берега), из «Книги знаний всех королевств» (XIV в.)

Франция, завоевав в 1830 году Алжир, а затем Тунис и Марокко, предоставила берберам возможность обучаться на своем языке, в отношении них применялись иные правовые процедуры, чем к арабам, применялись различные меры, чтобы евро-берберская идентичность сыграла свою роль на случай арабских восстаний в колонии. В 1881 году Франция устанавливает колониальное управление в Алжире, а в 1883 году оформляет протекторат над Тунисом. Французы не раз пытались использовать этно-культурные различия населения для разжигания розни между ними. Подобное дробление единой марокканской общности, полагали идеологи французской колониальной администрации, сведет к минимуму возможность создания единого антифранцузского протестного фронта.
В 1912 году Марокко стало протекторатом Франции. Под контроль Испании отошли города Лараш и Азилах. Испанские войска высадились в стратегических точках средиземноморского побережья Марокко. Однако они тут же столкнулись с ожесточённым сопротивлением племен рифаев. Последним государством берберов считается конфедеративная республика племён Эр-Рифа — государство, созданное после победы при Анвале в 1921 году восставшими против марокканского султана и европейских колонизаторов жителями Эр-Рифа (горной области на севере Марокко), которая просуществовала до 1926 года. Испано-французская интервенция на территорию республики получила название Рифской войны. После вторжения в республику 250-тысячной испано-французской армии во главе с маршалом Петеном президент Абд аль-Крим, осознавая бесперспективность дальнейшего сопротивления, сдался и государственность была ликвидирована.

### Период после обретения независимости странами Северной Африки
Тунис и Марокко получили независимость в 1956 году, Алжир — в 1962 году. Несмотря на вклад берберов в политическую жизнь стран Магриба, их неарабизированные племена не имеют политической, а местами и культурной автономии, хотя и являются крупнейшим этническим меньшинством. Все попытки обрести автономию жестоко подавлялись.
В жизни современных стран Северной Африки берберский вопрос занимает важное место, однако везде решается по-разному. Если в Марокко в отношении берберов проводилась в основном либеральная политика, то в Алжире проблема коренного населения имеет особо острый характер. Основным центром сопротивления является гористая область Кабилия, где проживают две трети берберов Алжира (кабилы).

## Традиционная культура

### Традиционные занятия
В основном берберы традиционно являются кочевыми и полукочевыми скотоводами (разводят крупный и мелкий рогатый скот, верблюдов), также занимаются пашенным земледелием. Земледельцы выращивают просо, ячмень, пшеницу и садовые культуры. Живущие в оазисах берберы, помимо земледелия, также занимаются огородничеством и транзитной караванной торговлей.
До сих пор присутствует племенное деление, племена управляются вождями и советами старейшин, и подразделяются на кланы. Также до сих пор сохраняется общинное землепользование, практикуются временные межклановые союзы, взаимопомощь (наподобие восточнославянской толоки), выражающаяся, к примеру, в совместном выпасе скота.

### Жилища, поселения

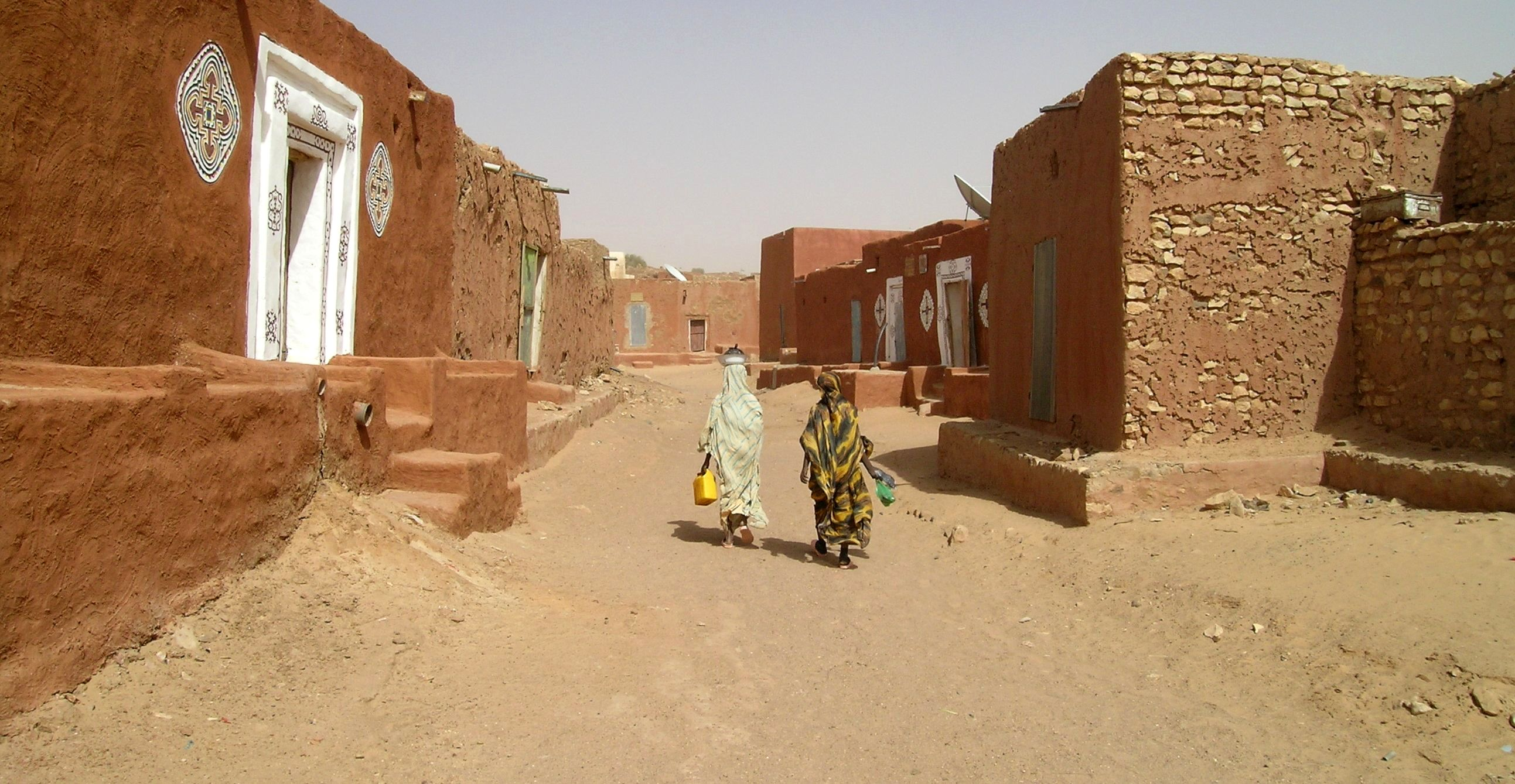
Улица в Уалате

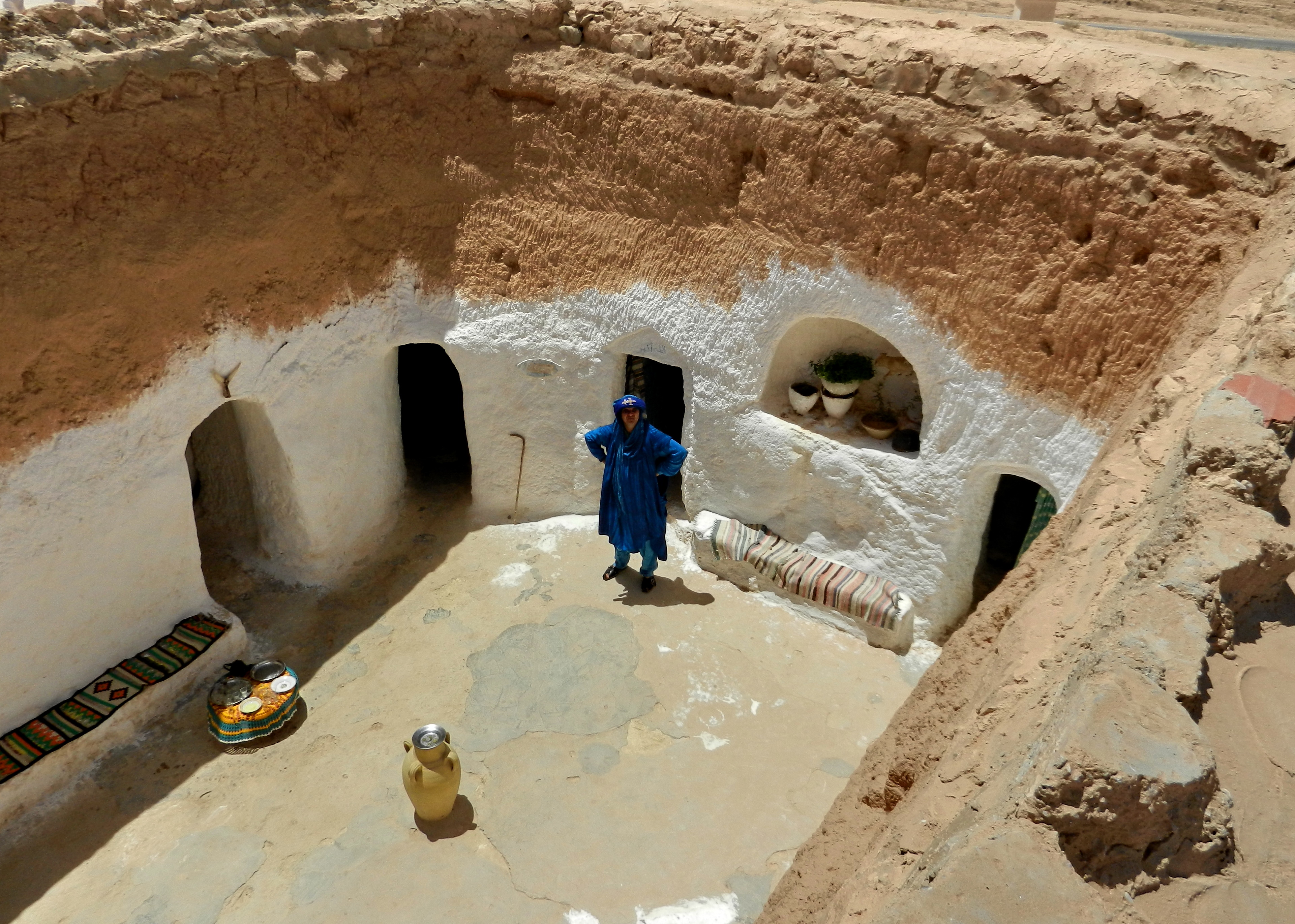
Берберский подземный дом в Матмате

Оседлые группы берберов сооружали ксары — укреплённые поселения, служившие племенными центрами. Пять ксаров объявлены ЮНЕСКО объектами всемирного наследия — Айт-Бен-Хадду в Марокко, а также Уадан, Шингетти, Тишит и Уалата в Мавритании.
Построенные особым образом многоярусные ксары (жилища и зернохранилища) являются достопримечательностями вилайета Татауин в Тунисе (Ксар-Улед-Султан, Шенини, Двират, Ксар-Хаддада). Поблизости от него расположен город Матмата, некоторые жители которого и сейчас живут в традиционных полуподземных домах. Такие дома появились во время римских завоеваний. Чтобы спасти свои семьи, берберы прятались под землёй.
Кочевники-берберы живут в шатрах, стойбища имеют круговую планировку.

### Кухня
Берберская кухня во всех странах Магриба воспринимала местные кулинарные особенности, ввиду чего берберы разных мест едят разные кушанья. Основу рациона составляют хлеба, кускус, таджины и рагу.

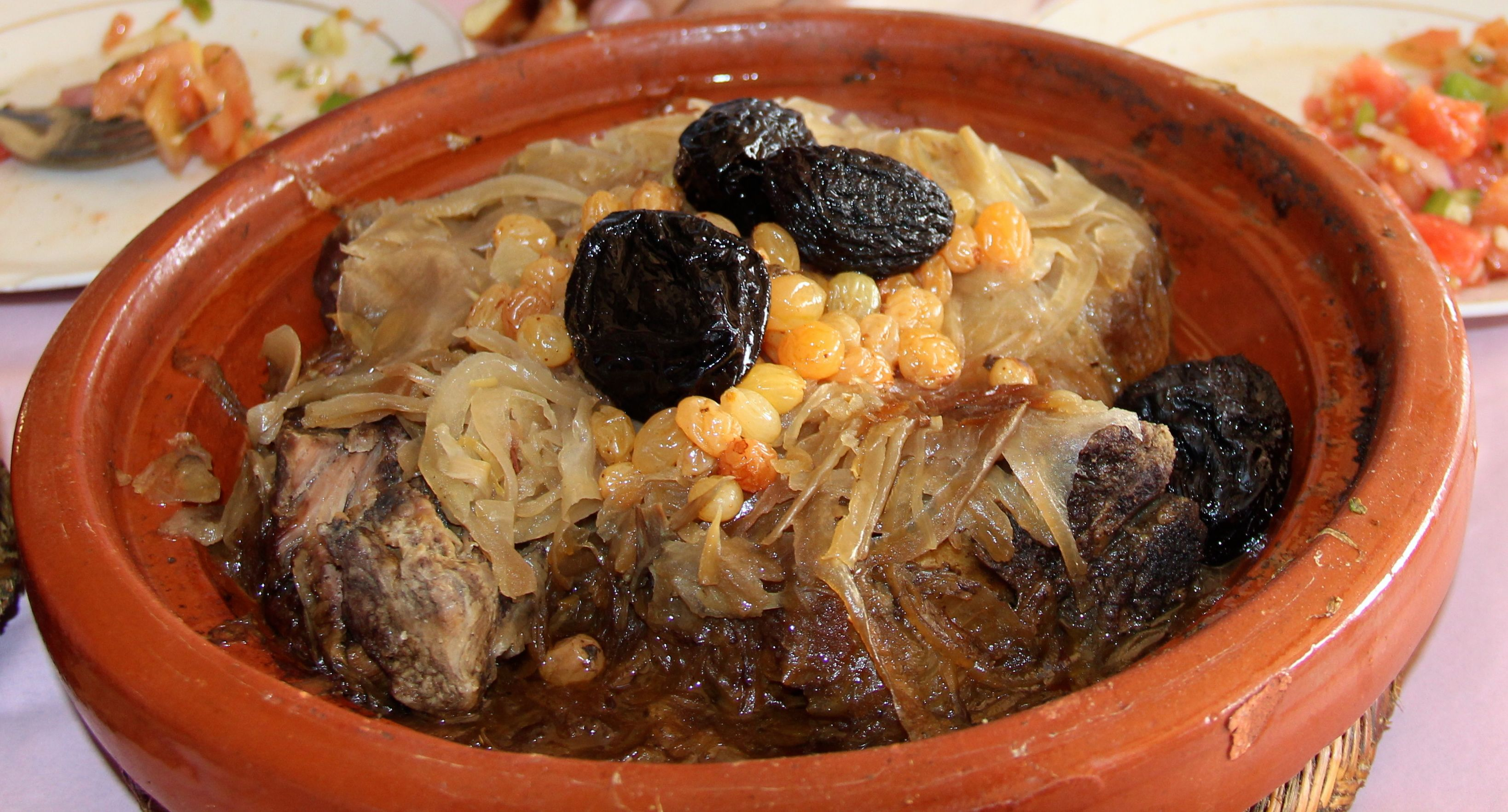
Марокканский Таджин  из говядины и сухофруктов
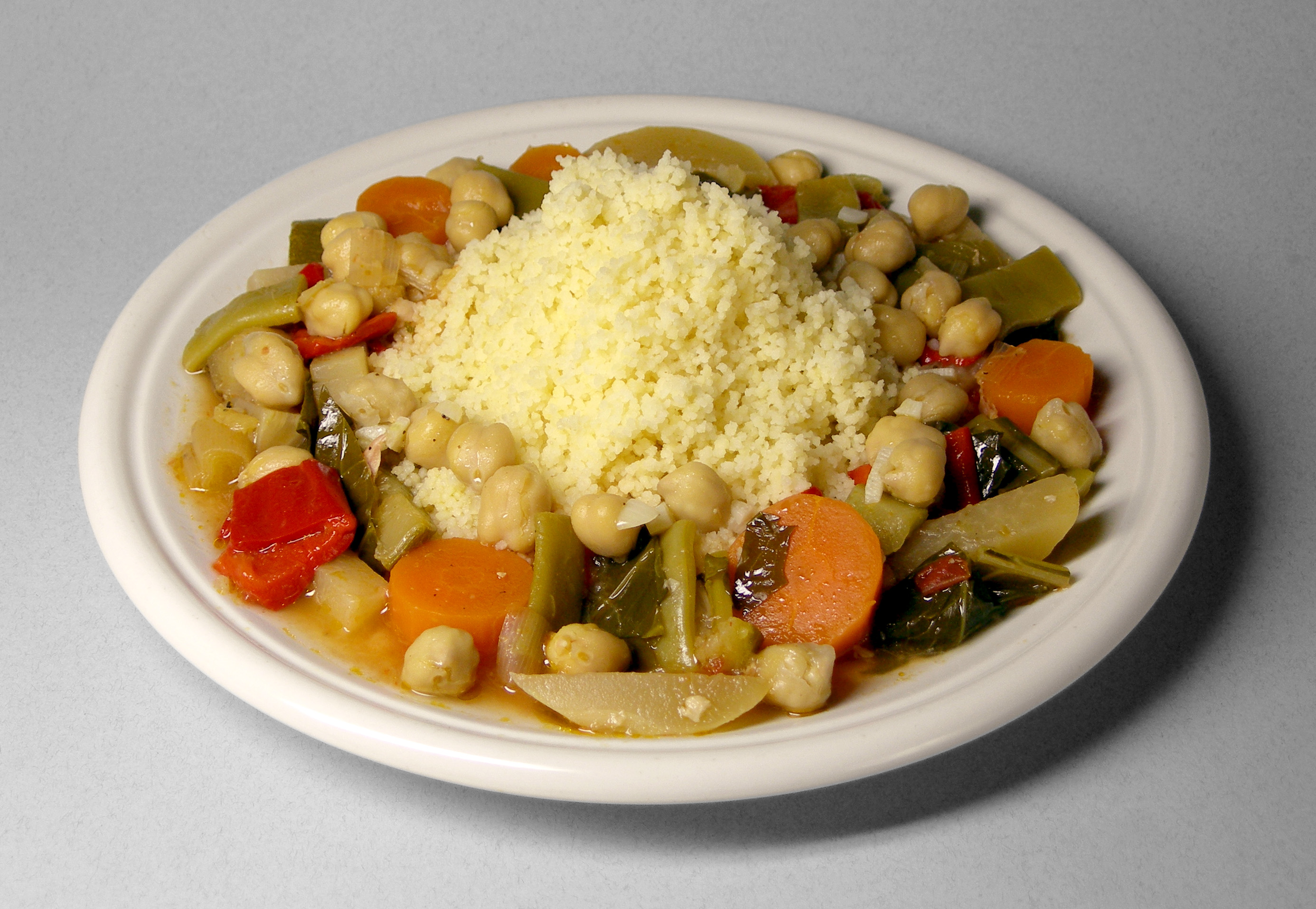
Алжирский кускус
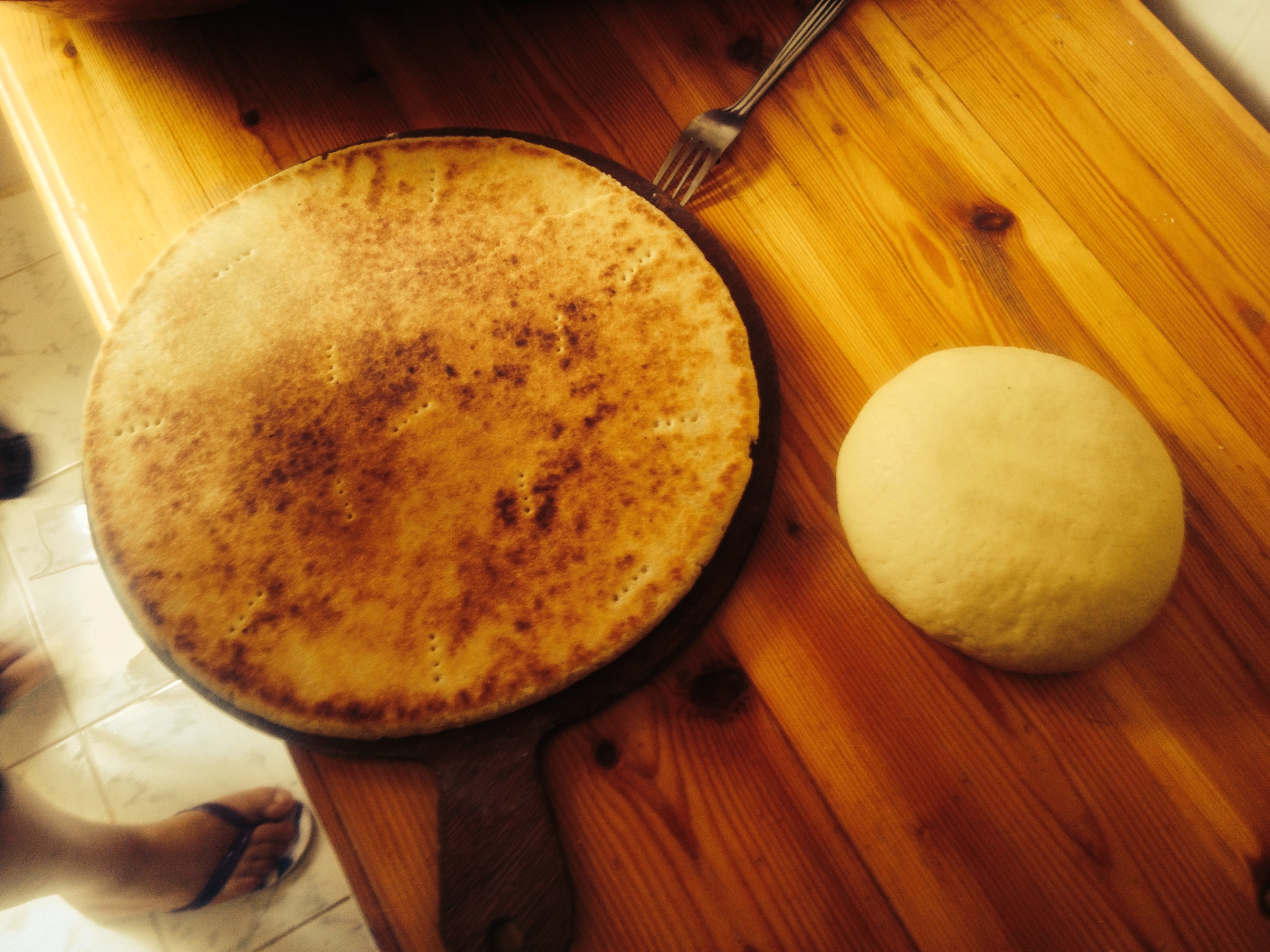
Кесра (лепёшка)
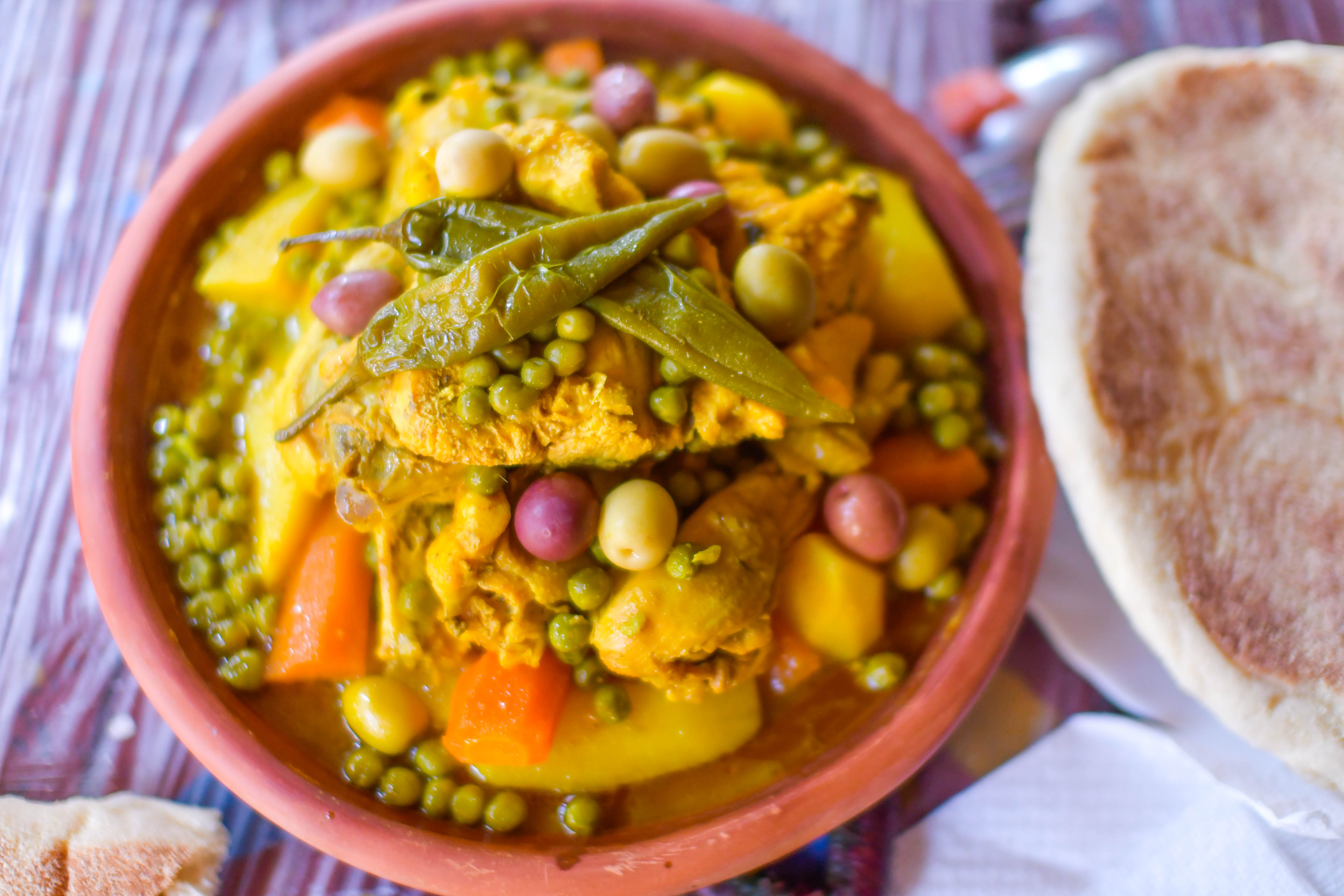
Марокканский тажин с овощами
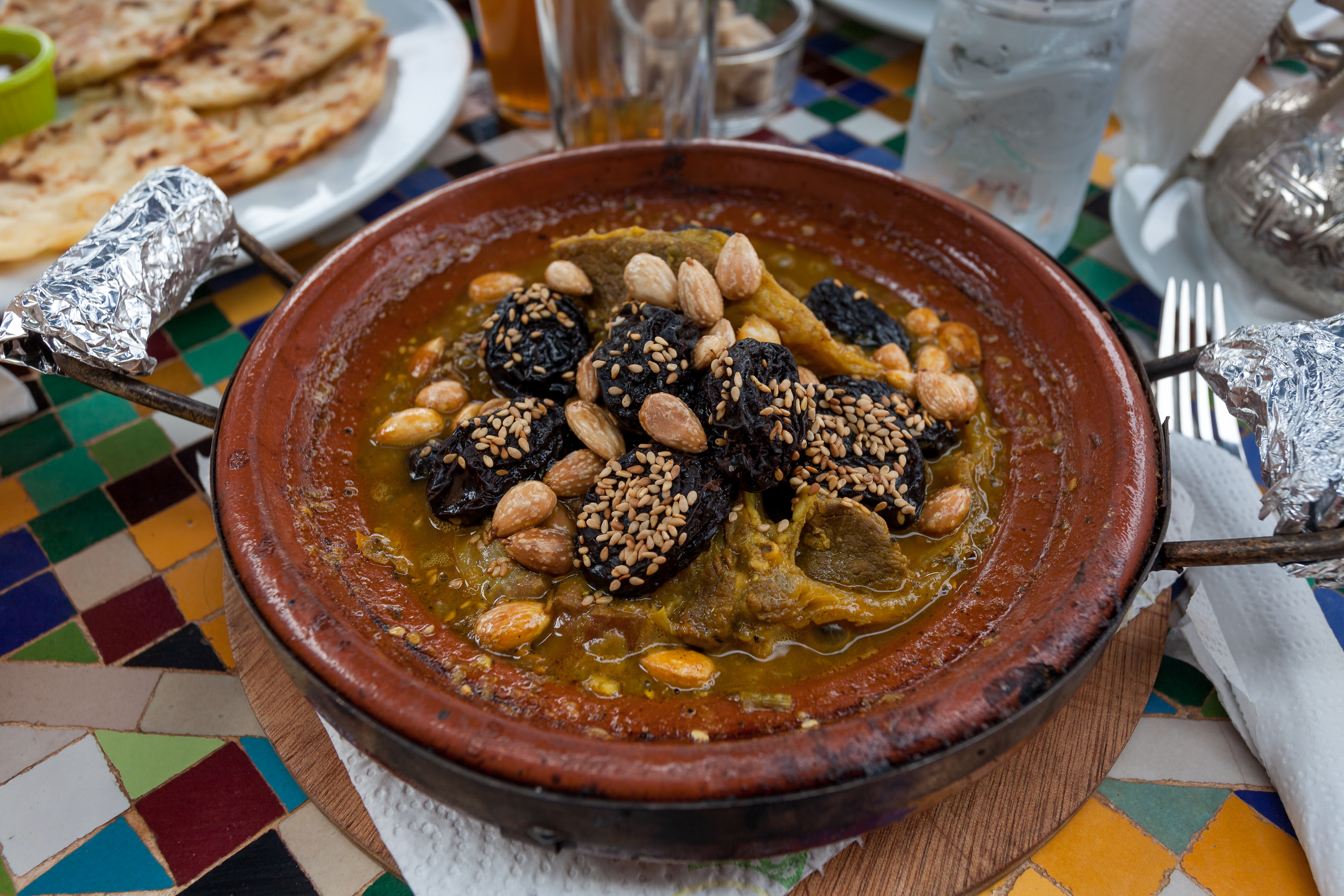
Марокканский тажин с бараниной и черносливом
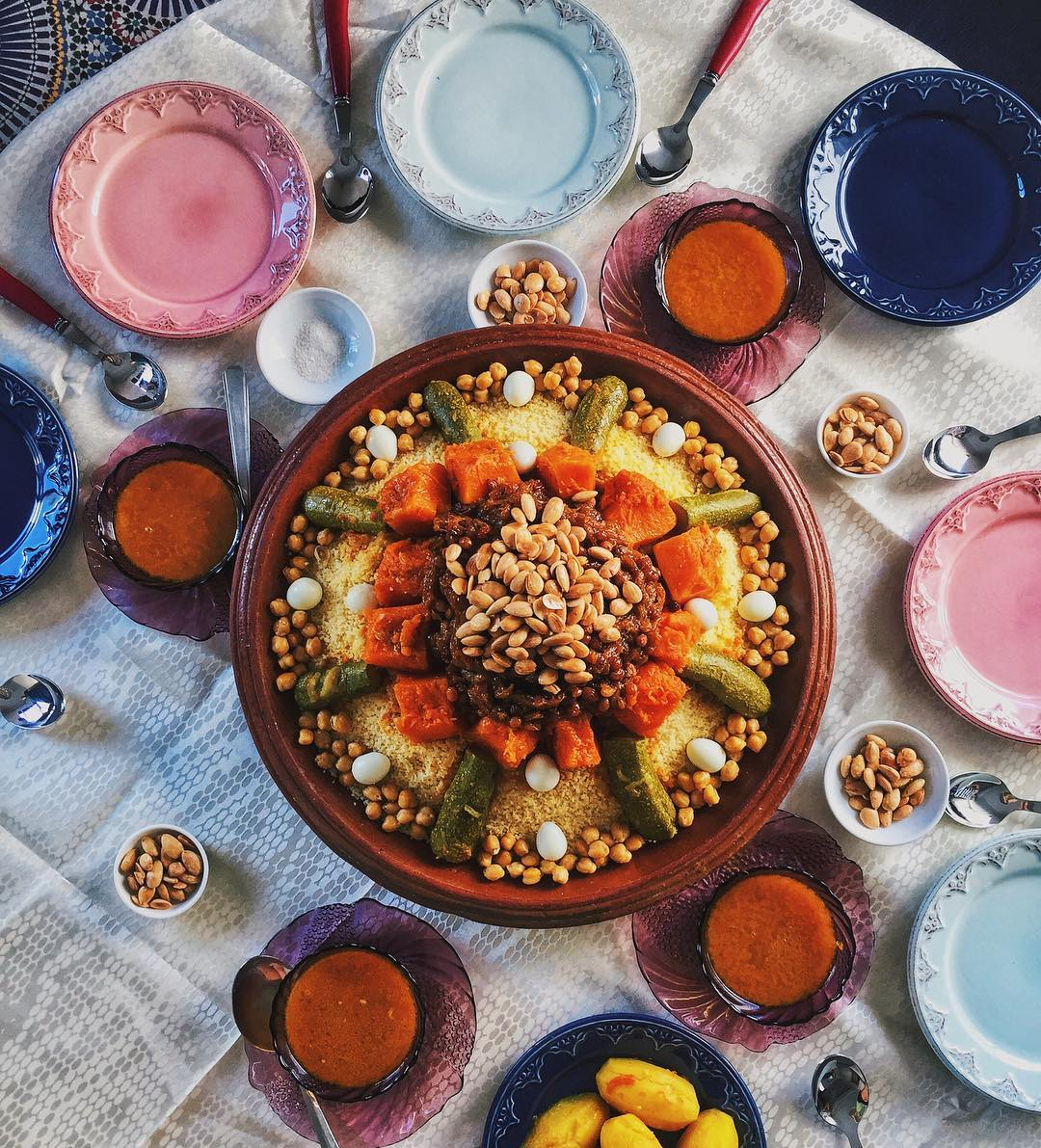
Пикантный и сладкий марокканский кускус
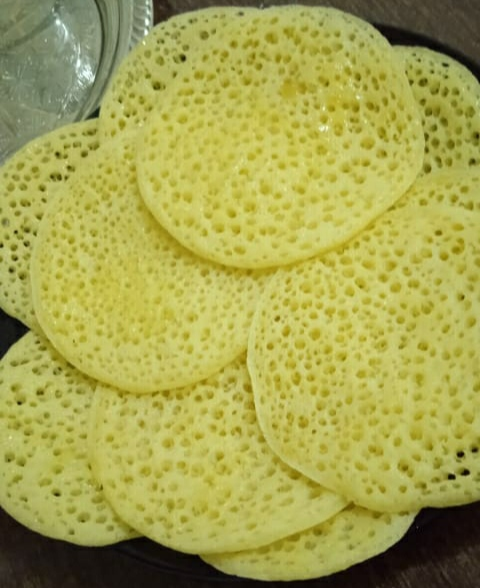
Марокканские блины под названием «багрир».
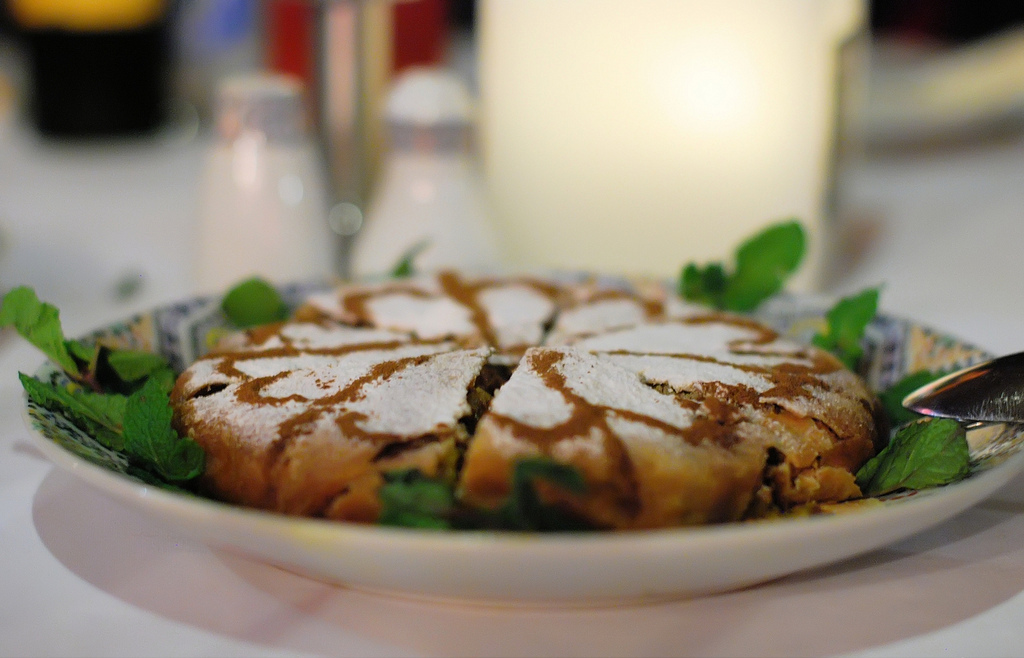
Марокканская Пастилла — хрустящий рецепт с курицей и миндалем.
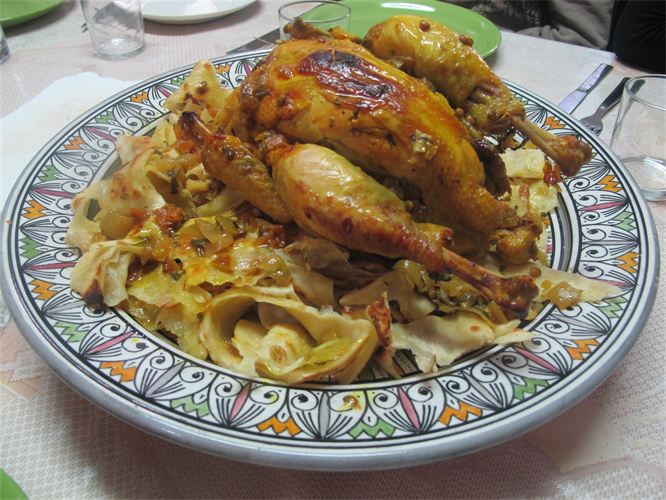
Рфисса, берберское блюдо из Марокко.

### Традиционная одежда
В целом, традиционная одежда берберов близка к аналогичной у соседей-арабов, однако также характеризуется большой территориальной дифференциацией. К примеру, алжирские берберки, живущие в отдалённости от побережья и крупных городов (а также и арабки), носят мелию — кусок ткани, обвёртывающийся вокруг тела, опоясывающийся и застёгивающийся на плечах с помощью двух фибул. Мелия составляет основу одежды, а характер фибул: их размер и внешний вид различается в зависимости от места. Берберки Рифа носят просторную белую рубаху, поверх которой на бёдра повязывается большой кусок пёстрой полосатой ткани. Верхней одеждой, надеваемой в холодную погоду, служит домотканый шерстяной плащ, закрепляемый брошью-фибулой. Вообще полосатые ткани являются довольно распространёнными среди берберов, характер и расцветка полос различается от племени к племени. Также для берберской одежды характерны яркие цвета — особенно голубой, розовый, тёмно-красный и фиолетовый. Мужскими головными уборами являются феска и чалма. У мужчин верхней одеждой является бурнус и джеллаба — халат с остроконечным капюшоном. Очень самобытной является одежда туарегов.
Традиционной мужской причёской был чуб из волос на темени и затылке, нередко заплетавшийся в косу. Остальные волосы выбривались. В наше время он вышел из употребления.
Среди женщин распространено татуирование и нанесение узоров с помощью хны, в число наносимых узоров и входит узор, легший в основу национального берберского флага. В отличие от арабок, берберки никогда не закрывают лица. Однако мужчины-туареги носят плат-тагельмуст тёмных цветов (либо же белого цвета), полностью скрывающий лицо за исключением глаз. В старину, если туарега замечали с открытым лицом, то либо сам он был обязан совершить самоубийство, либо убить того, кто увидел его в таком виде.
Разнообразными являются украшения, изготавливаемые, главным образом, из серебра.

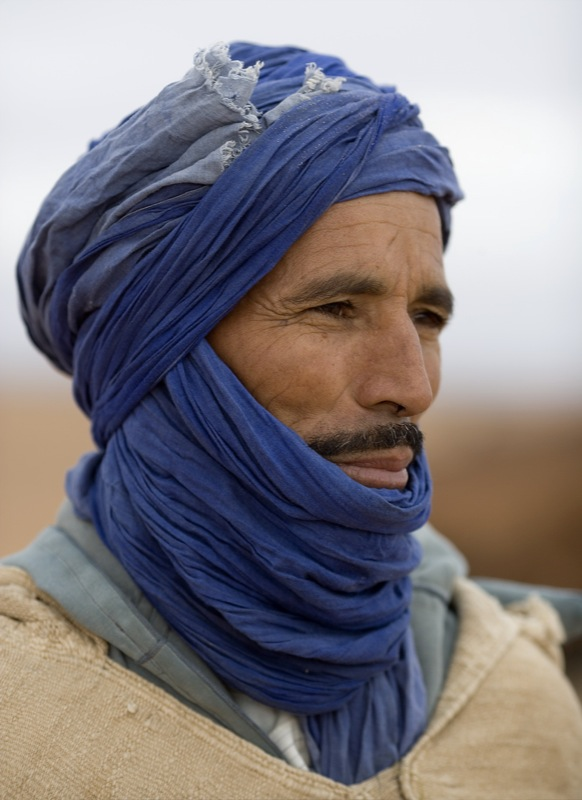
Бербер-кочевник, Марокко
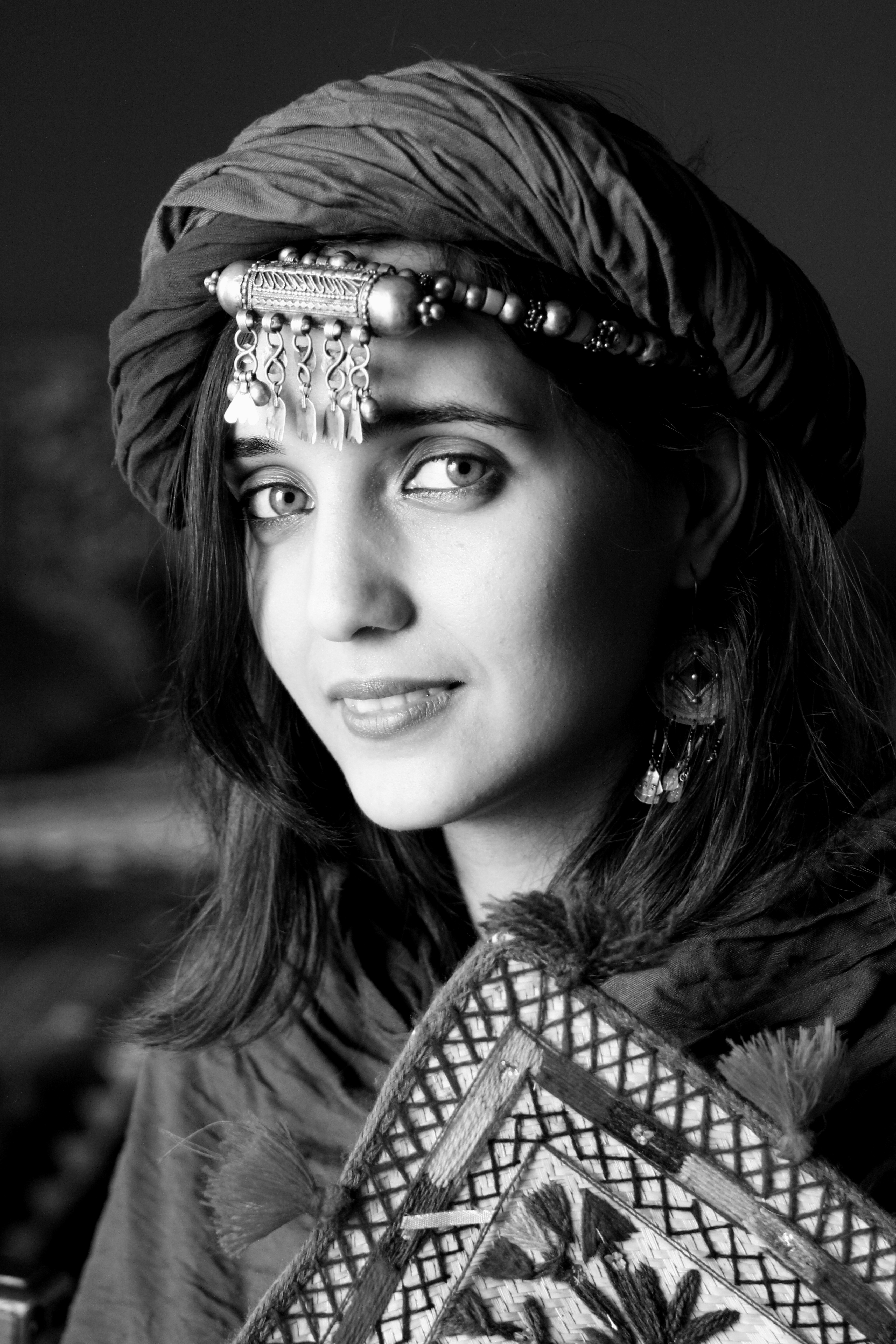
Берберка в традиционном костюме, Алжир
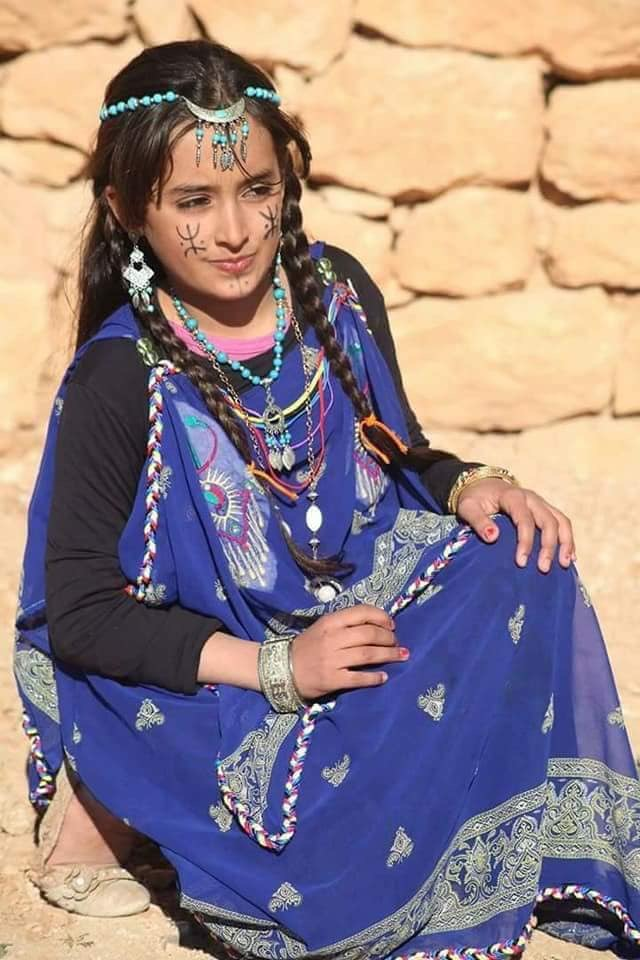
Женская традиционная одежда шауйя, Алжир
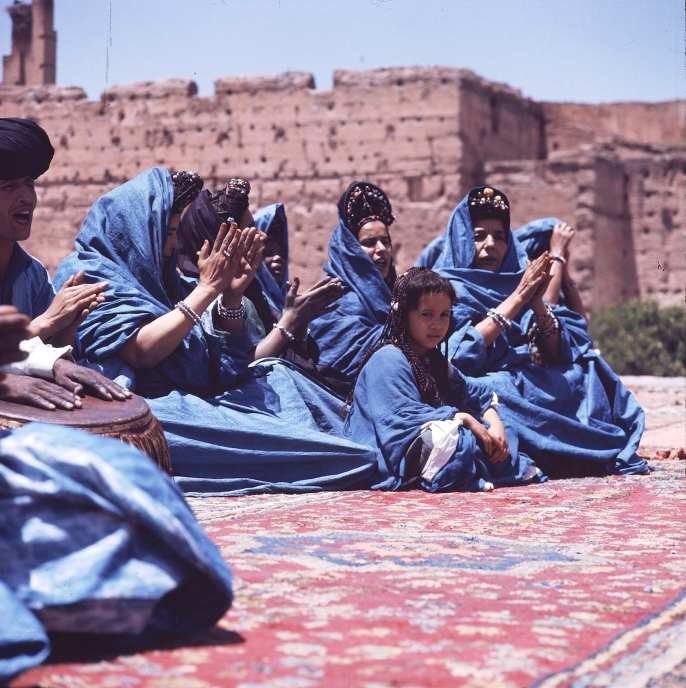
Берберки из союза племён санхаджи (Западная Сахара) на Национальном фольклорном фестивале в Марракеше, 1970 г.
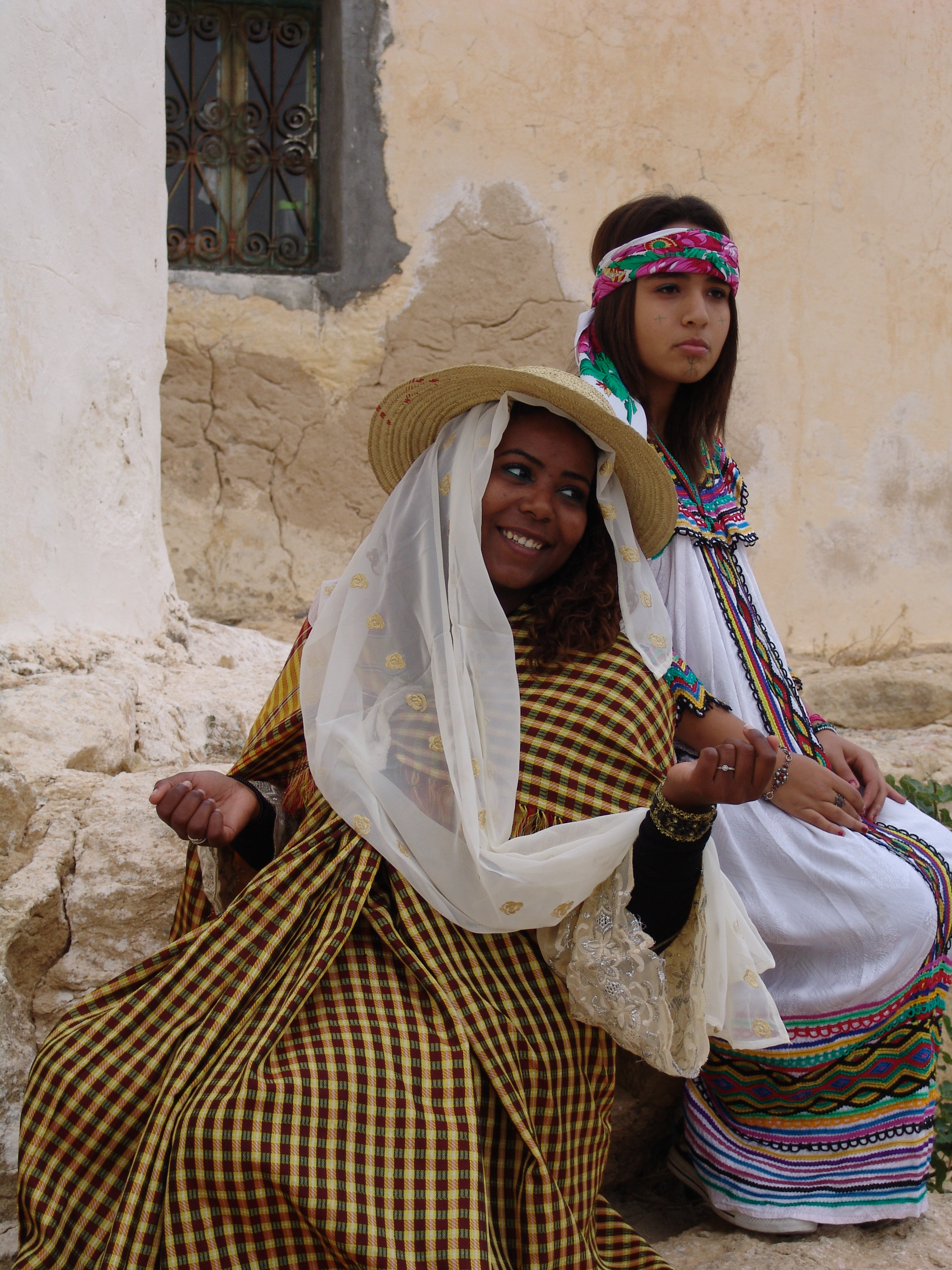
Тунисские берберки в традиционной одежде
Женщина Джебала в шляпе, Северное Марокко, Шефшауэн
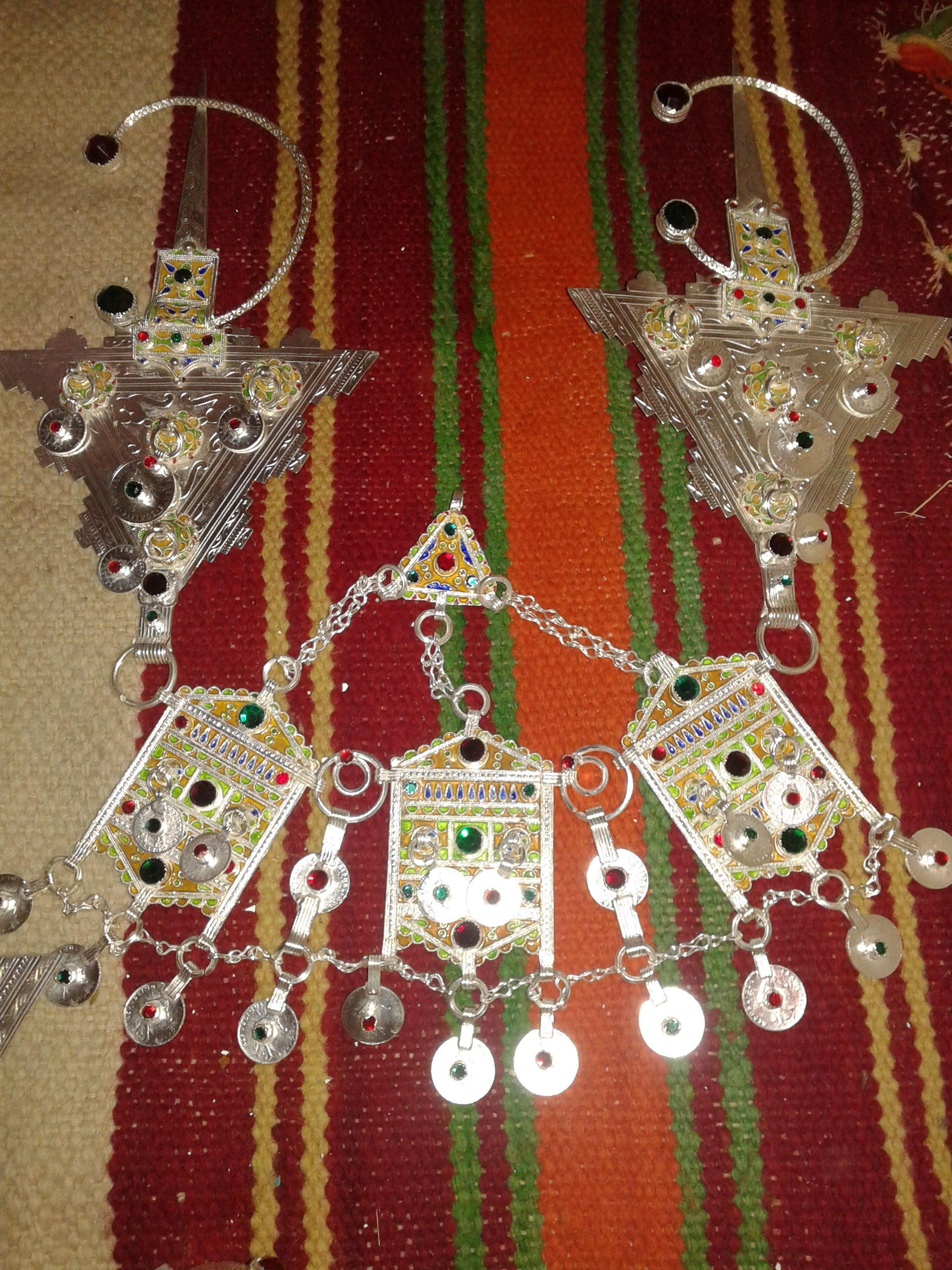
Традиционные украшения марокканских амазигов
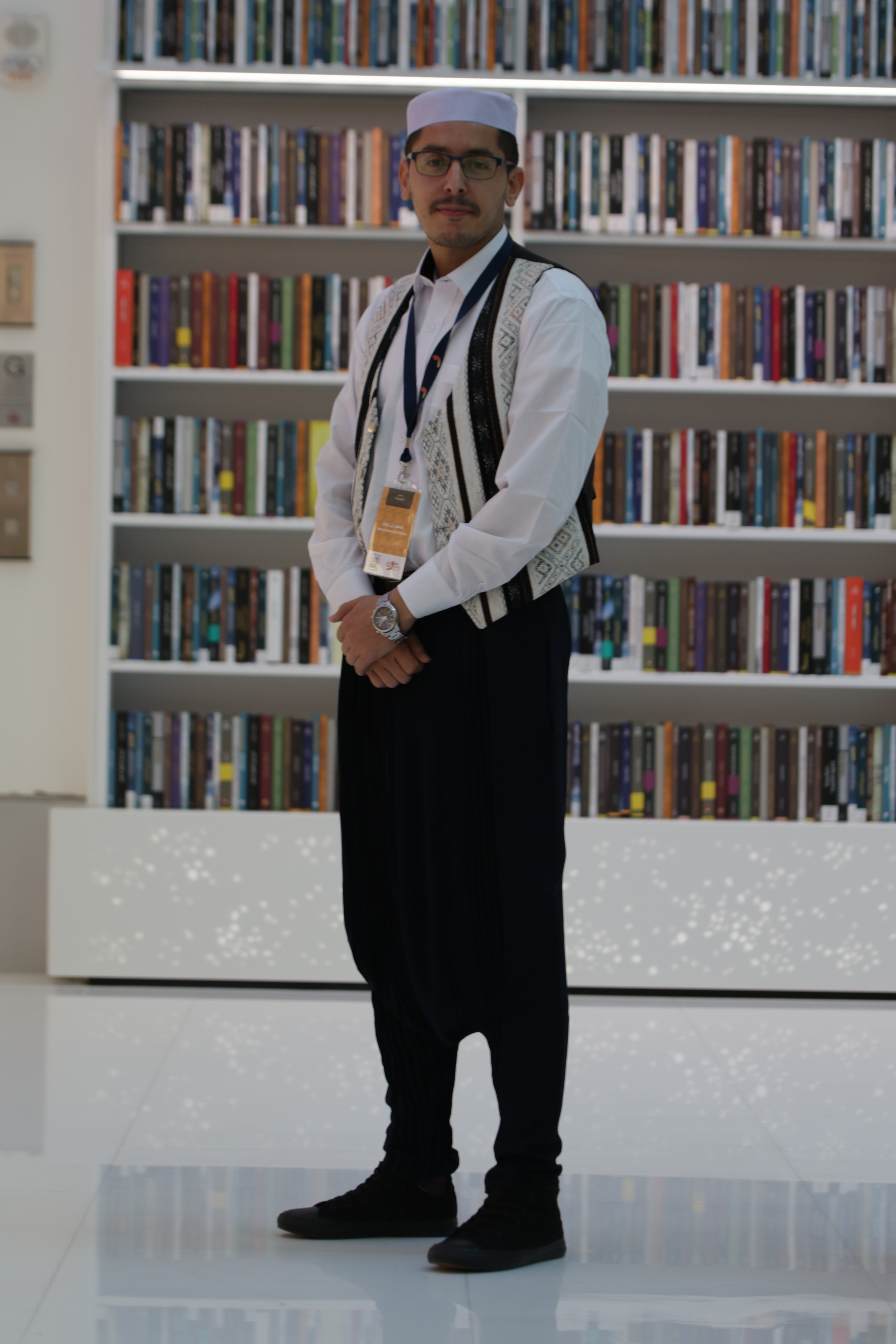
Бербер из Мзаба (Алжир) в традиционной одежде
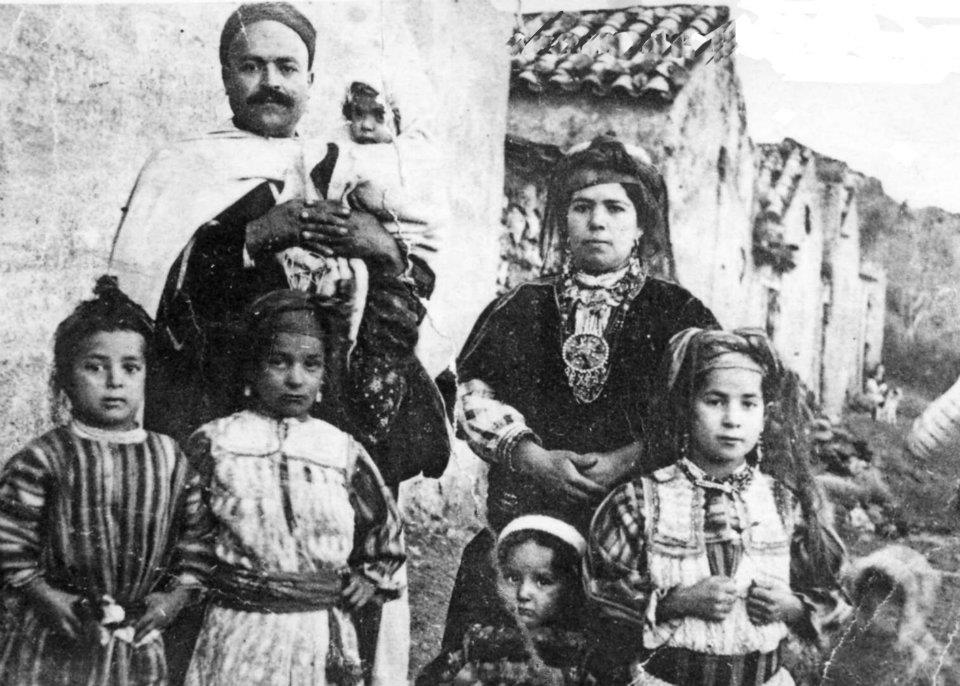
Семья кабилов-христиан, начало XX века
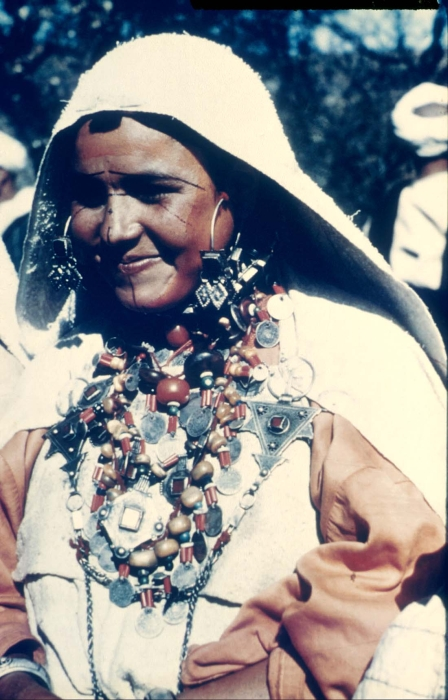
Берберка в традиционной одежде, с татуировками и многочисленными украшениями, юг Марокко, 1970 г.
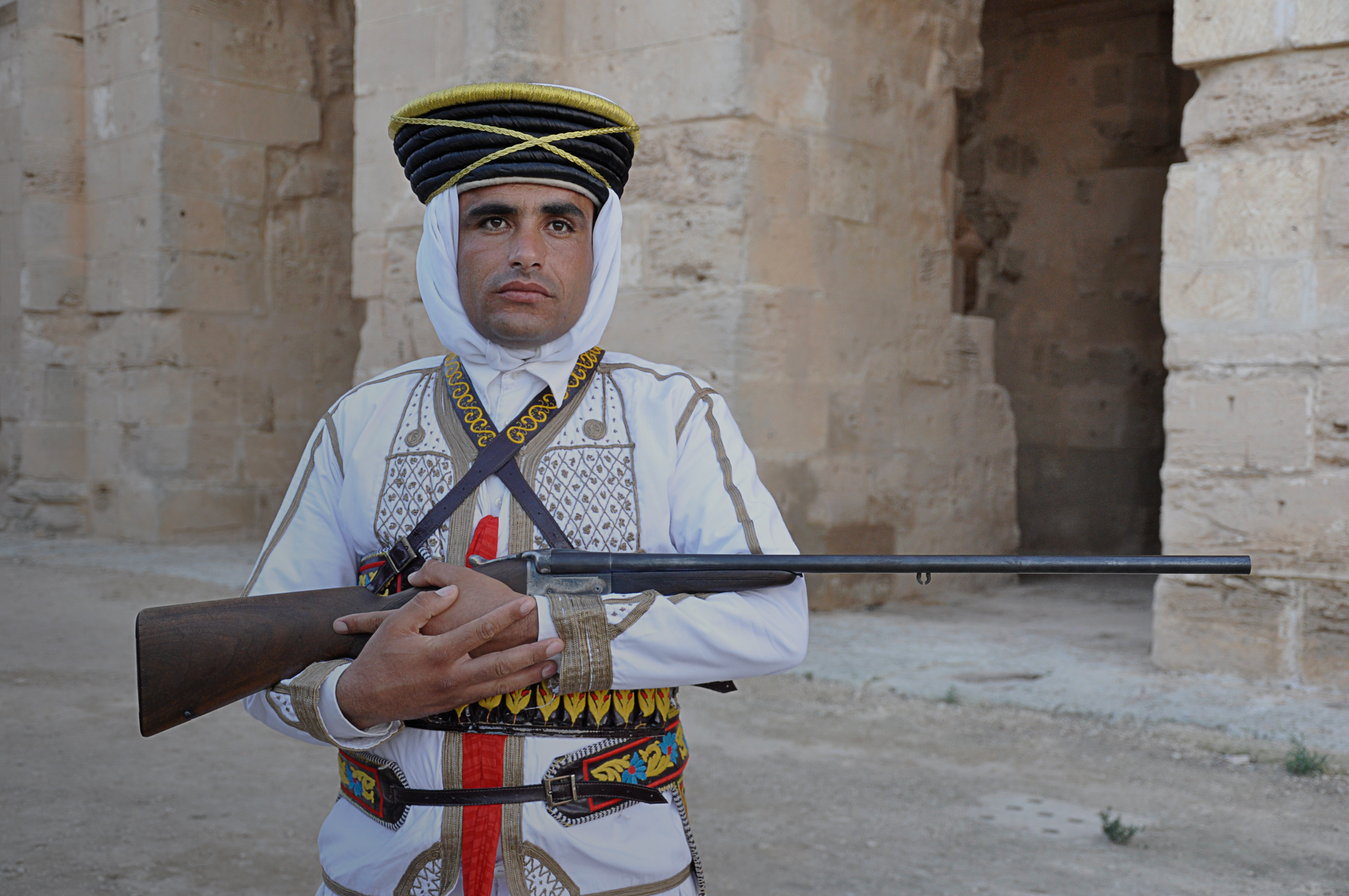
Тунисский бербер
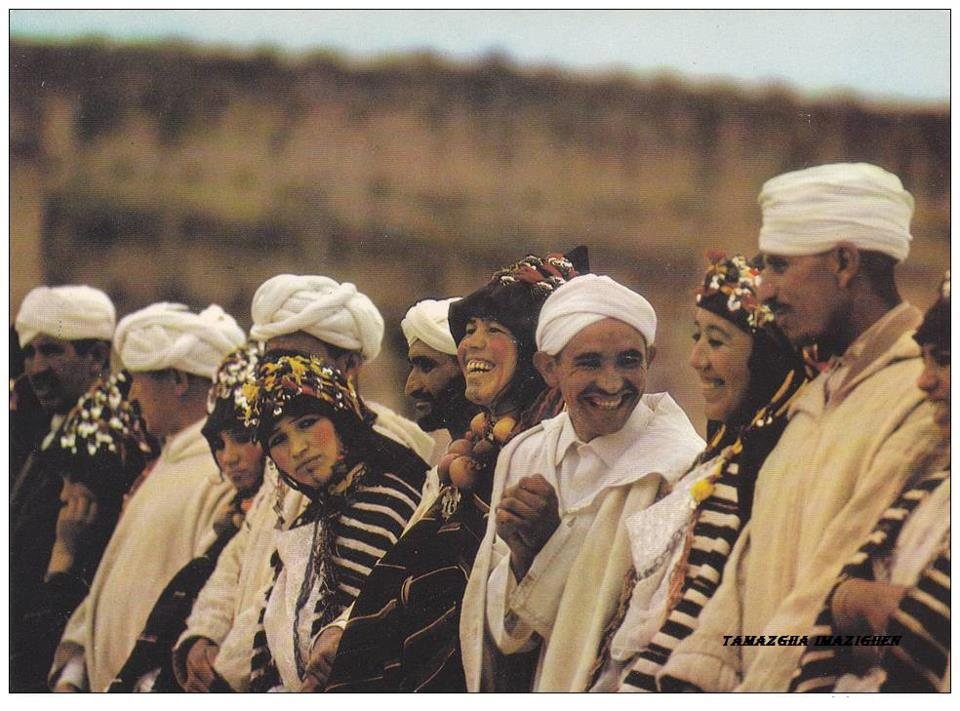
Марокканские берберы, исполняющие танец ахидус (фр. ahidous)
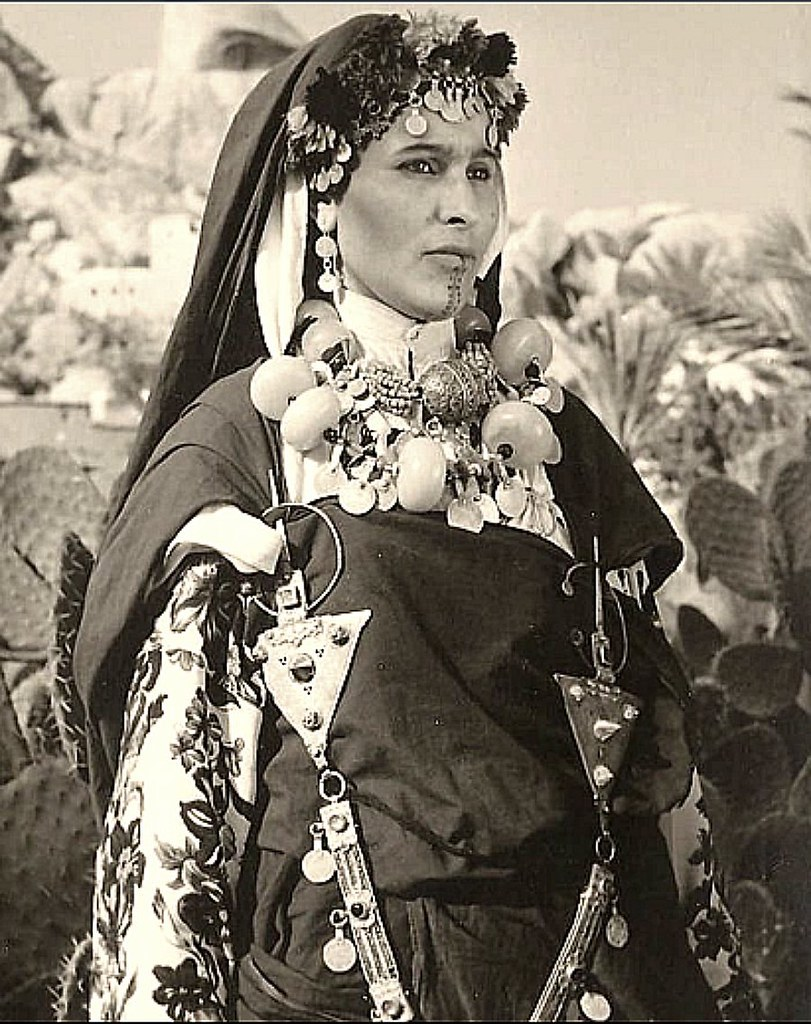
Берберская женщина, Марокко

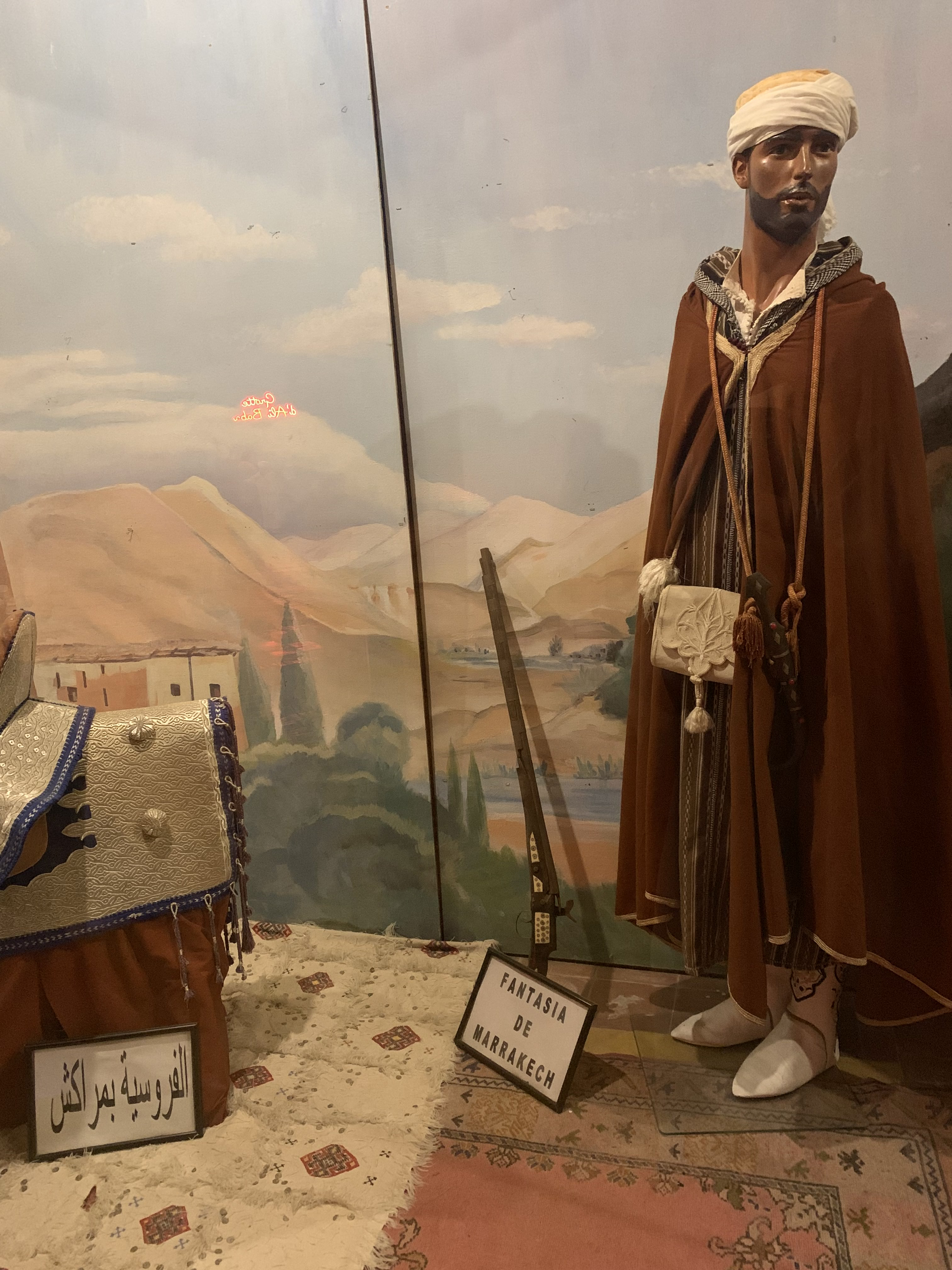
Марокканский берберский всадник в традиционной одежде, Марракеш, Марокко

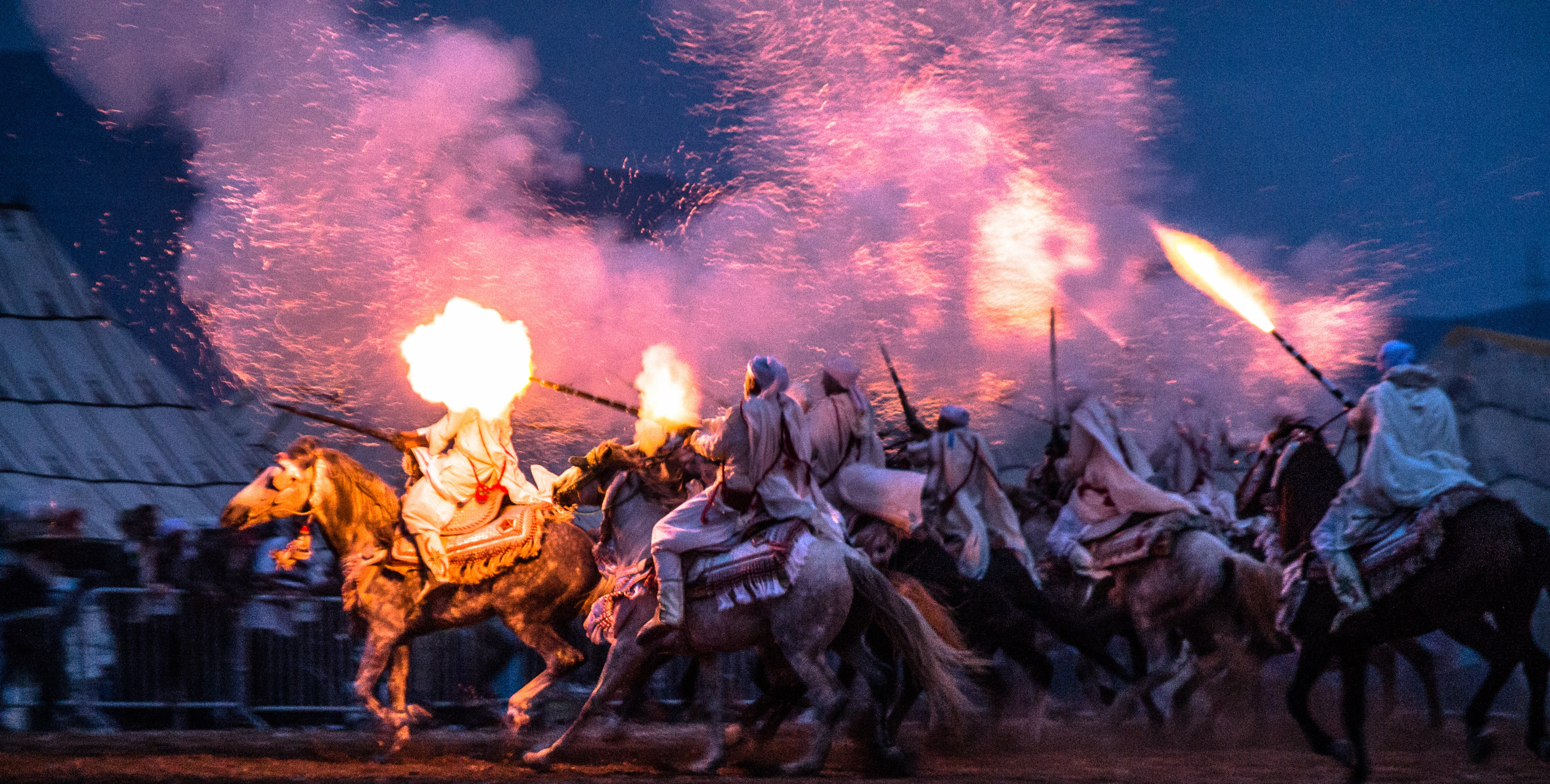
Шоу «Фантазия», берберское конное искусство, Марокко.

### Фольклор
Устное творчество наиболее развито у шильхов и кабилов. Многочисленны и разнообразны сказки, характерной чертой является половая и гендерная дифференциация сюжетов. Так, сказки про животных слушают все вне зависимости от половой принадлежности, в то время как бытовые сказки рассказывают мужчины для мужской же аудитории, а волшебные сказки — женщинами для женщин и детей. Существует запрет на рассказывание сказок в дневное время. Главным героем сказок о животных часто является шакал. Распространены сюжеты о плуте-трикстере Си Джохе/Джехе (первый вариант имени употребляется в Марокко, второй — в Алжире), близком передне- и среднеазиатскому Ходже Насреддину. Популярно и стихотворчество. Складываются и отдельные лирические стихотворения — асефра, и объединённые в циклы — тизрарин; эпическая поэзия воспевает подвиги предков, пророка Мухаммеда и святых. Известны поэмы религиозного содержания — хади.
Музыка, как правило, диатонического звукоряда, на юге Марокко и Туниса используется пентатоника. Музыкальные инструменты как и собственно берберские, так и позаимствованные у арабов. Среди них бубны бендир и тариджа, гасба — тростниковая флейта, зурна, барабан-табль, гуинбри (синтир) — лютня с длинной шейкой (предполагается её связь или происхождение от древнеегипетских лютневидных инструментов). С конца XX века под городским влиянием распространился агваль — барабан в форме песочных часов, сопровождающий дабку — мужской массовый танец. Из женских танцевально-песенных форм с этого же времени распространилась хувара.
Характерно респонсорное пение под аккомпанемент ансамбля из духовых инструментов и мембранофонов, и сопровождаемое танцами. Сохранились музыкально-поэтические поединки: солисты исполняют песни импровизационного характера, между их выступлениями танцуют мужской и женский хоры под аккомпанемент бубнов. В Алжире распространены круговые танцы-песни: ахеллиль и тагеррабт, в Марокко — ахваш, массовая песня-танец.

### Религия
Исповедуют ислам суннитского толка, преимущественно маликиты, во многих местах (о. Джерба в Тунисе, область Мзаб в Алжире, Сиджильмаса в Марокко и т.д.) распространён хариджизм. Также среди берберов присутствуют христиане и иудеи.
Распространены религиозно-мистические братства марабутов — отшельников-святых, восходящие к суфийским тарикатам и обладающие развитой системой профессионально-корпоративных объединений.